# Marie Paule Adjé
Marie Paule Adjé, née le 17 juillet 1994, est une actrice, chroniqueuse de télévision et entrepreneuse ivoirienne. Elle est fondatrice de la marque MPA Cosmetics.

## Biographie

### Etudes
Adjé fait ses classes primaires à l'école les « Minimes », puis le secondaire aux collèges « Voltaire » et « Descartes ». Après l’obtention du Baccalauréat, elle suit plusieurs cours à la fois, car étant indécise entre une formation d’hôtesse de l’air, d’esthéticienne, de modéliste, et de commerciale. Elle obtient d'abord un diplôme canadien qui fait d'elle un agent de voyage et tourisme, ensuite un certificat d'esthétique, puis enfin un BTS en Logistique après des années de formation,.
Vie personnelle
Marie Paule Adje s'est mariée le 3juillet 2025 avec un homme d'affaires Mohamed Achirou.

### Carrière

#### Dans l'audiovisuel
Adjé fait ses premiers pas au cinéma en 2012 en apparaissant dans la série ivoirienne « Teenager »,. Elue Miss District de Marcory en 2013,, elle a ensuite tourné dans les séries à succès « Les coups de la vie » et « Impact: rêves brisés "maquisard"»,,.
La série maquisard a rencontré un franc succès, grâce à des performances d'acteurs comme Marie Paul Adjé dans le rôle de ‘’ Suzi’’.  
Par ailleurs, elle  devient l'égérie de certains annonceurs après son apparition dans la série  « Teenager ». Attirée par la publicité, elle est aussi mannequin photo,,.
Anciennement chroniqueuse mode à C'Midi de 2017 à 2021, elle exerce désormais la même fonction à Life TV,.

#### Dans l'entrepreneuriat
C'est à 19 ans que Adjé se lance dans l’entrepreneuriat, dans la mode,. Elle fait alors face à certaines difficultés, mais grâce au soutien de sa famille et de ses amis elle connaît par la suite un succès. Ce succès la motive à créer sa marque MPA Cosmetics composée de MPA Virgin Hair, MPA Collection & MPA Beauty.